# San Giorgio Piacentino
San Giorgio Piacentino é uma comuna italiana da região da Emília-Romanha, província de Piacenza, com cerca de 5.236 habitantes. Estende-se por uma área de 49 km², tendo uma densidade populacional de 107 hab/km². Faz fronteira com Carpaneto Piacentino, Gropparello, Podenzano, Ponte dell'Olio, Pontenure, Vigolzone.

## Demografia
| Variação demográfica do município entre 1861 e 2011                               |
|                                                                                   |
| Fonte: Istituto Nazionale di Statistica (ISTAT) - Elaboração gráfica da Wikipedia |